# Krivosúd-Bodovka
Krivosúd-Bodovka je obec na Slovensku v okrese Trenčín. V roce 2015 zde žilo 334 obyvatel. První písemná zmínka o obci pochází z roku 1398.